# Biron (Dordogne)
Biron is een gemeente en dorp (fr.commune) in het Franse departement Dordogne (regio Nouvelle-Aquitaine). De commune telt 140 inwoners (1999). De plaats maakt deel uit van het arrondissement Bergerac.

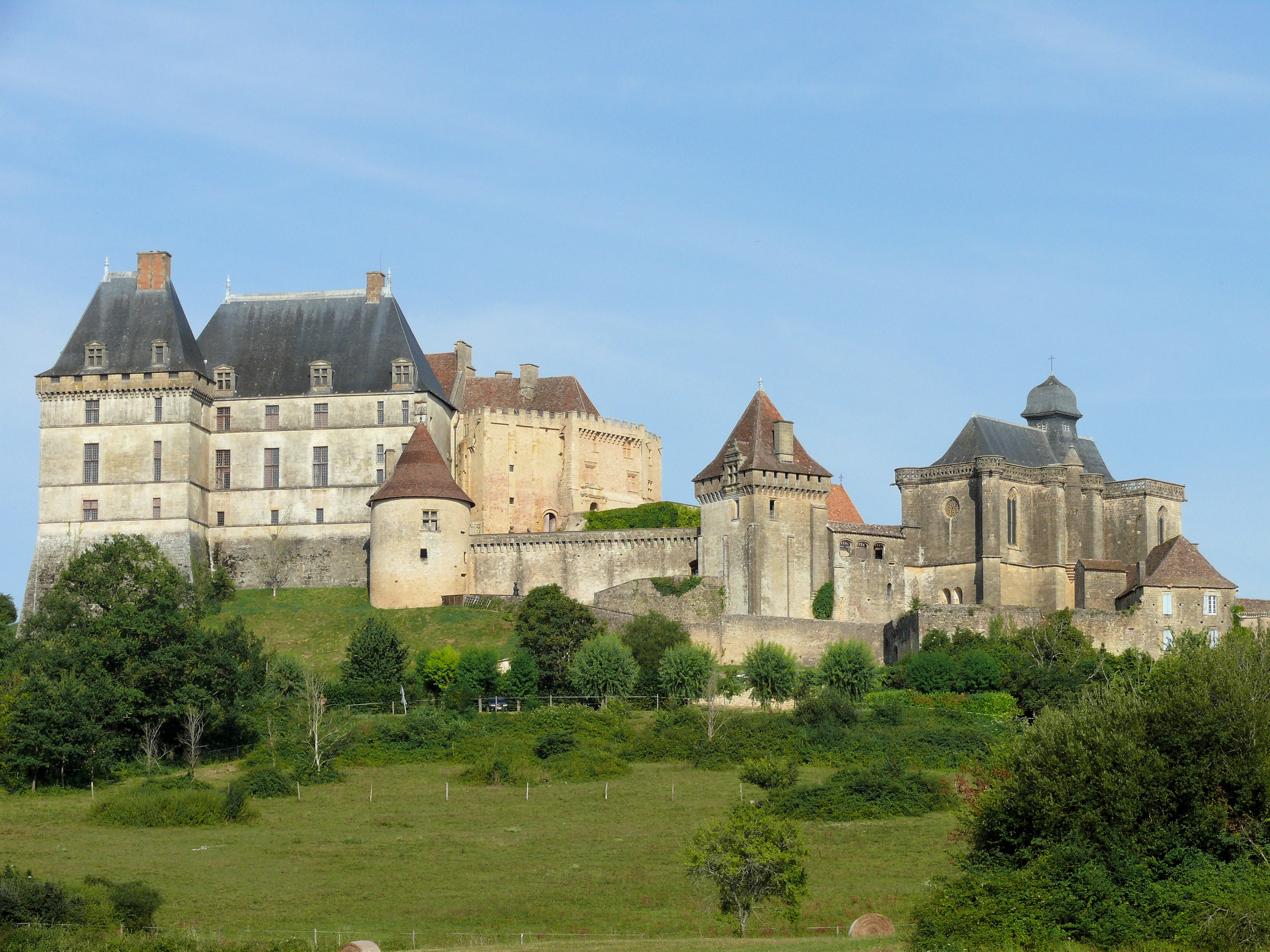
Château de Biron.

## Geografie
De oppervlakte van Biron bedraagt 13,2 km², de bevolkingsdichtheid is 10,6 inwoners per km².
De onderstaande kaart toont de ligging van Biron (Dordogne) met de belangrijkste infrastructuur en aangrenzende gemeenten.

## Demografie
Onderstaande figuur toont het verloop van het inwonertal (bron: INSEE-tellingen).